# 代紋 男で死にたい
『代紋 男で死にたい』（だいもん おとこでしにたい）1969年3月15日に公開された日本の映画である。監督は松尾昭典。主演は高橋英樹。日活制作。

## 概要
代紋シリーズ第一弾。
関東大震災で親を失った三兄弟が、それぞれのヤクザ家業を歩み、長男と次男を悪辣な親分に殺されたのに対し、末っ子が無念を晴らす。

## キャスト
- 野中鉄五郎：高橋英樹
- 揚羽のお蝶：野川由美子
- 野中鉄次郎：露口茂
- 野中志摩：町田祥子
- 大森雪：伊藤るり子
- 布施敬太：内田良平
- 大森義一郎：安部徹
- 梧井喜之助 ： 菅井一郎
- 森辰吉 ： 見明凡太郎
- 本間銀造： 深江章喜
- 野中鉄太郎 ： 青木義朗
- 芝田文治 ： 杉江廣太郎
- 武藤少佐： 近藤宏
- 芝田ちよ ： 石井富子
- 匕首常 ： 野呂圭介
- 北田 ： 木島一郎
- ハンパ松 ： 柳瀬志郎
- 田村軍次 ： 榎木兵衛
- 上両刃の政 ： 木浦佑三
- 小寺 ： 河野弘
- 岩田： 小泉郁之助
- 刑事： 小柴隆
- 小岩井進介： 園田健夫
- 利七 ： 桂小かん
- 久三 ： 高橋明
- 女将： 堺美紀子
- 大森家女中： 宮沢尚子
- 看護婦： 西原泰江
- 梧井組組員：伊豆見英輔
- 本間組組員 ： 本目雅昭、中平哲仟
- 梧井組組員：荒井岩衛
- 本間組組員： 田畑善彦
- 梧井組組員： 大浜詩郎、有村道宏、溝口拳
- 鉄五郎少年 ：小宅雅裕
- 鉄次郎少年： 小安秀雄
- 技斗：七曜会

## スタッフ
- 監督 ： 松尾明典
- 脚本： 星川清司
- 企画 ： 今戸栄一
- 音楽： 鏑木創

## 同時上映
『無頼 殺せ』
- 原作：藤田五郎 / 脚本：池上金男、永原秀一 / 監督：小澤啓一 / 主演：渡哲也